# Uranoscopus japonicus
Uranoscopus japonicus är en fiskart som beskrevs av Houttuyn 1782. Uranoscopus japonicus ingår i släktet Uranoscopus och familjen Uranoscopidae. IUCN kategoriserar arten globalt som livskraftig. Inga underarter finns listade i Catalogue of Life.